# Alainen Liesjärvi
Alainen Liesjärvi är en sjö i kommunen Jämsä i landskapet Mellersta Finland i Finland. Sjön ligger 114,4 meter över havet. Arean är 47 hektar och strandlinjen är 4,55 kilometer lång. Sjön  ingår i Kymmene älvs huvudavrinningsområde.   Den ligger omkring 47 kilometer sydväst om Jyväskylä och omkring 190 kilometer norr om Helsingfors. 
I sjön finns ön Talassaari. 